# Valle di Moleno
La Valle di Moleno, situata nel Canton Ticino in Svizzera, è una valle laterale non abitata sita sulla sponda destra della Riviera. È lunga 7 km.
Il nome deriva dalla località all'imbocco della valle, ovvero Moleno situato assieme a Preonzo all'imbocco.
Il territorio ricade per la quasi totalità entro la giurisdizione della città di Bellinzona che ha rilevato nel 2017 le precedenti autonomie comunali di Preonzo e Moleno. Infatti la maggior parte della valle contrariamente a quanto lascia presuppore il nome apparteneva all'ex-comune di Preonzo (sponda destra e tutta la testata) mentre sotto Moleno quasi tutta la sponda sinistra per 3/4 della valle. Un piccolo tratto di 1 km vicino allo spartiacque a metà valle apparteneva all'ex-comune di Lodrino, rilevato a sua volta anch'esso nel 2017 dal nuovo comune di Riviera.
La valle è accessibile unicamente tramite sentieri alpini. Dal piano esistono due vie che partono sia sulla sponda destra che su quella sinistra rispettivamente da Preonzo e Moleno e si congiungono a metà valle presso il caratteristico ponte romanico di Rapián ad una quota di 960 m s.l.m. Il sentiero ha qualche diramazione e come sbocco alcuni punti sullo spartiacque, in particolare a sud dalla Bocchetta di Albagno e dalla Bocchetta di Cazzane.
La prima parte è molto ripida, lì scorre il riale di Moleno (affluente destro del fiume Ticino) tra ripidi rupi.
In seguito ci sono meno rupi e piccole valli laterali congiungono in questa principale.
Verso la testata, la valle si apre a ventaglio, tra la Cima dell'Uomo il Madone e il Poncione di Piota.
Qui trovano posto la capanna Lèis e il rifugio Moroscetto.

## Lista di vette
- Poncione di Piota - 2.439 m
- Madone - 2.395 m
- Cima dell'Uomo - 2.390 m
- Cima d'Erbea - 2.338 m
- Gaggio - 2.267 m
- Filo delle Lettere - 2.115 m
- Cimetta - 2.032 m
- Cimetta di Pianascio - 1.946 m
- Cima di Visghéd - 1.924 m-1.937 m
- Cima di Sbordan - 1.875 m
- Cima d'Aspra - 1.848 m